# Robledillo de Mohernando
Robledillo de Mohernando ist ein zentralspanischer Ort und eine Gemeinde mit 183 Einwohnern (Stand: 2024) in der Provinz Guadalajara in der Autonomen Gemeinschaft Kastilien-La Mancha. 

## Geografie
Robledillo de Mohernando befindet sich etwa 25 Kilometer nordnordwestlich von Guadalajara und etwa 63 Kilometer nordöstlich von Madrid in einer Höhe von ca. 895 m. Im nordöstlichen Teil des Gemeindegebietes liegt der Flugplatz Aeródromo de Robledillo de Mohernando. 

## Bevölkerungsentwicklung
| Bevölkerung | Bevölkerung | Bevölkerung | Bevölkerung | Bevölkerung | Bevölkerung |
| 1970        | 1981        | 1991        | 2001        | 2011        | 2021        |
| ----------- | ----------- | ----------- | ----------- | ----------- | ----------- |
| 336         | 206         | 164         | 151         | 128         | 130         |

## Sehenswürdigkeiten
- Marienkirche (Iglesia de Nuestra Señora de la Piedad)
- Marienkapelle

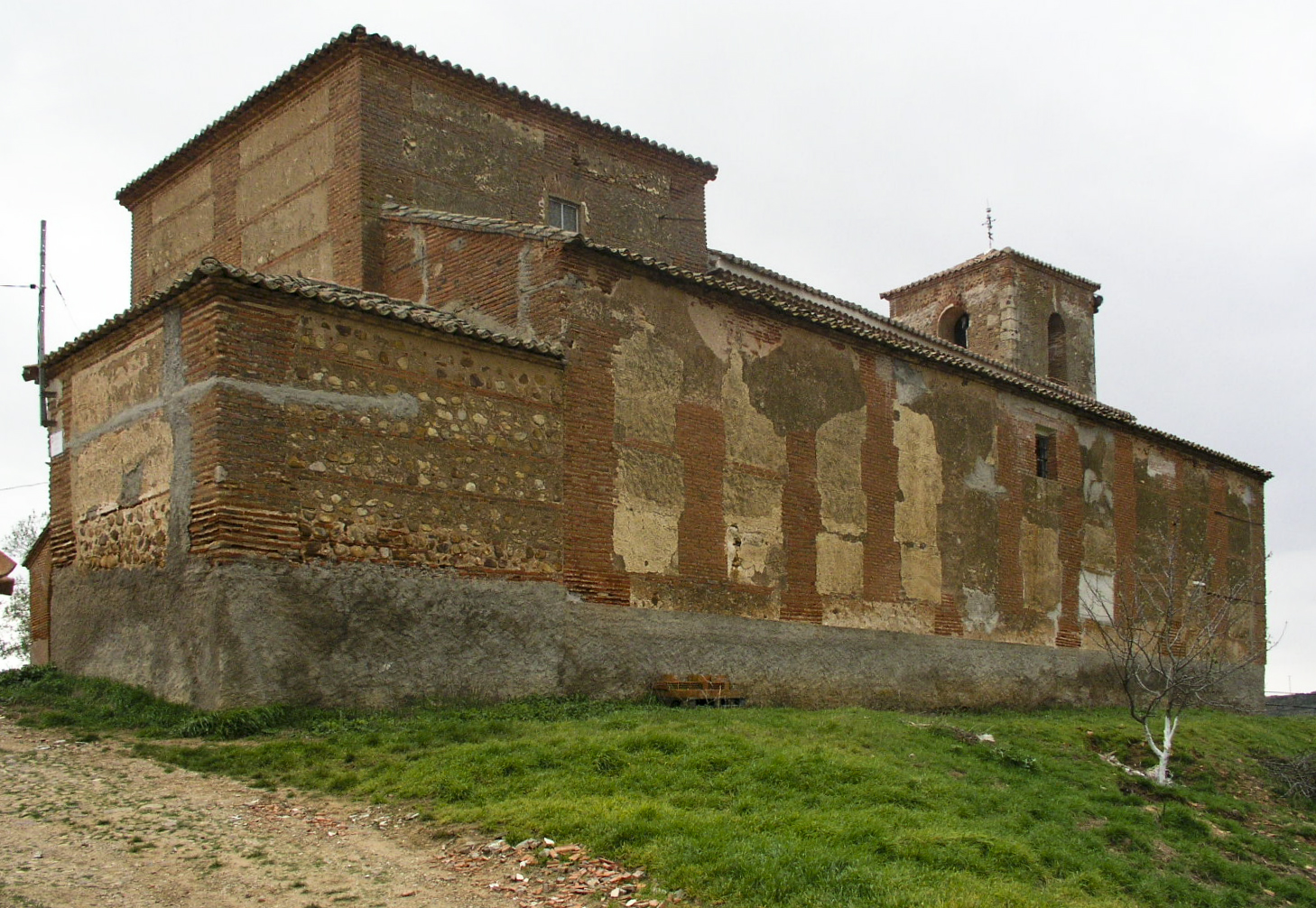
Marienkirche
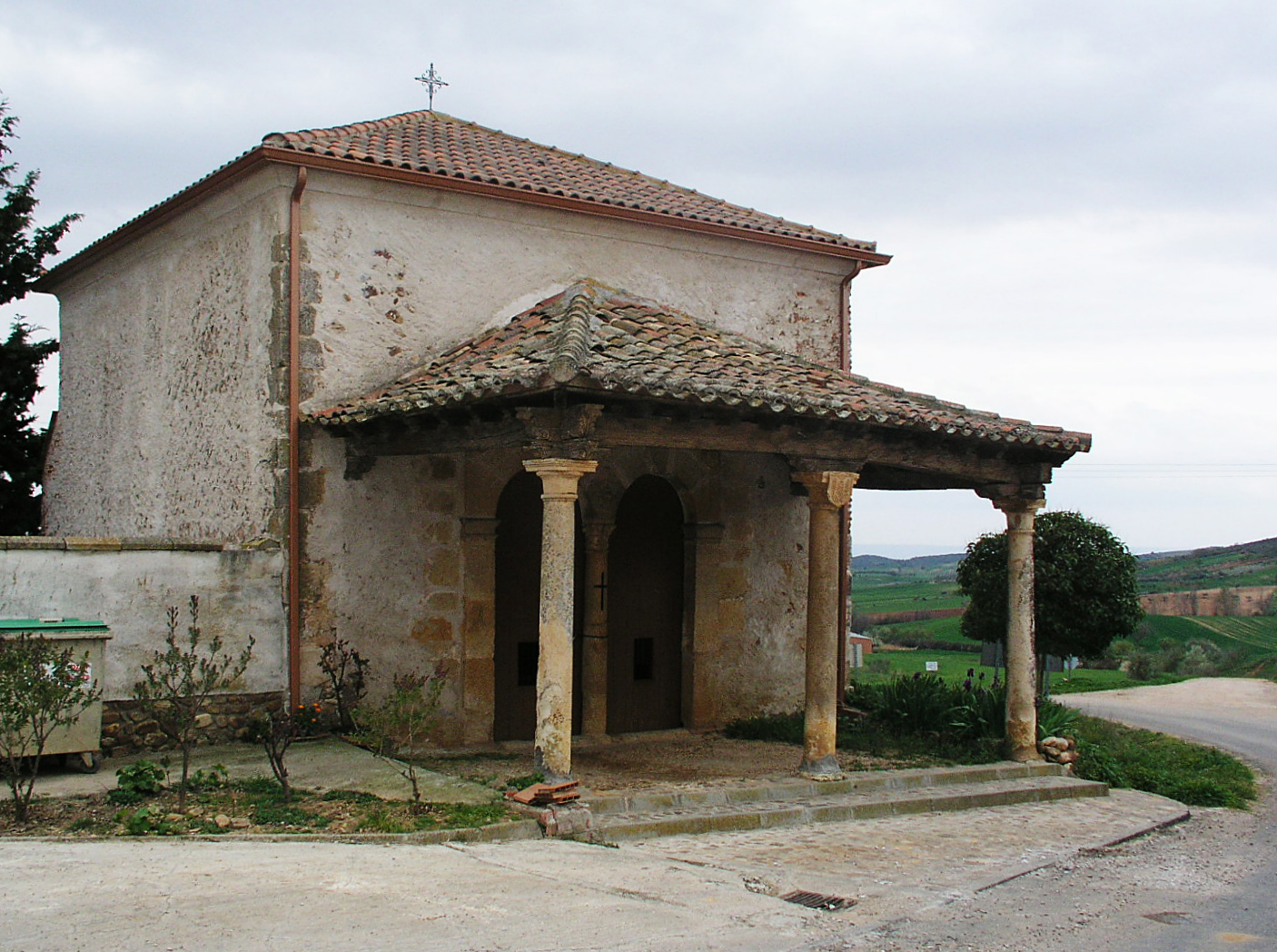
Marienkapelle
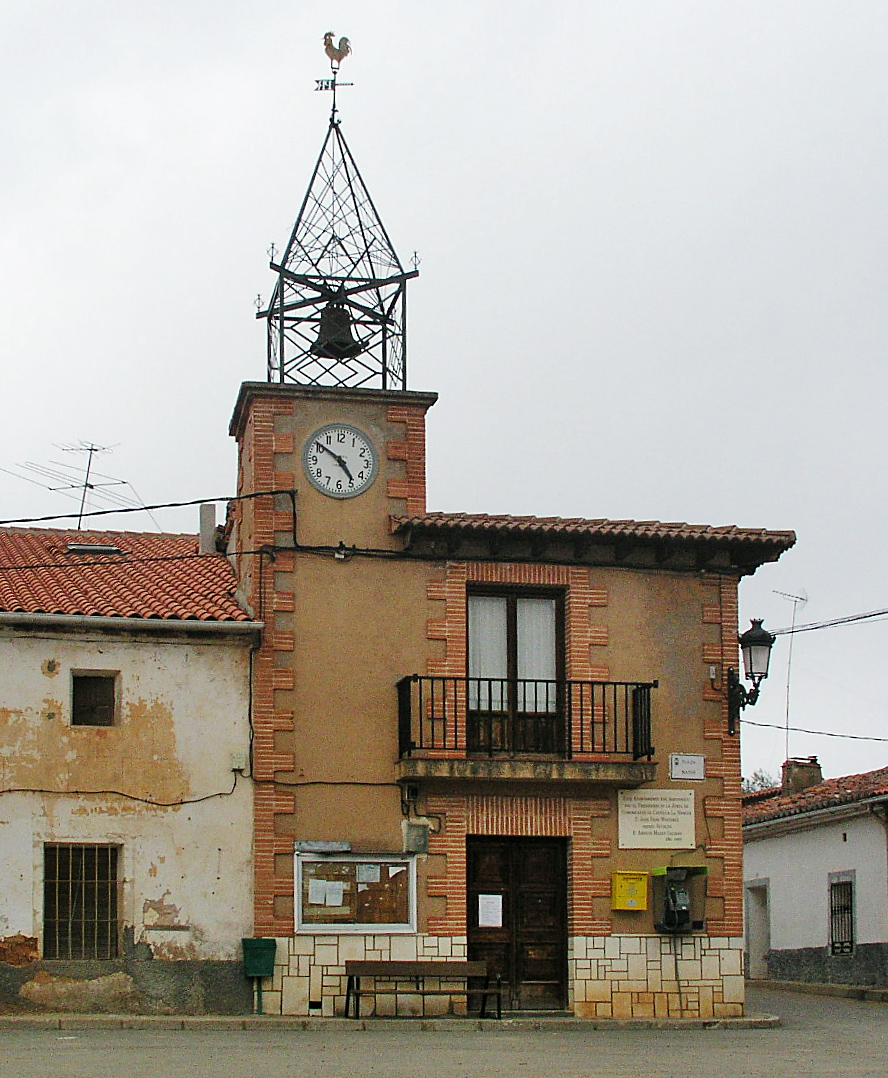
Rathaus

## Persönlichkeiten
- José Bernardo Sánchez (1778–1833), Missionar in Kalifornien (Präsident der Missionen in Oberkalifornien)